# Roberto Mandel
Roberto Mandel, noto anche come Giuseppe Roberto Mandel (Treviso, 1895 – Napoli, 1963), è stato uno storico e poeta italiano, padre di Gabriele Mandel.
Docente universitario di fisica, scrisse soprattutto opere di carattere storico e scientifico, romanzi per ragazzi e libri di testo.

## Biografia

Il monumento sepolcrale a Roberto Mandel nel famedio di Napoli, collocato tra quelli di Vincenzo Gemito e di Benedetto Croce. Il ministro Crescenzo Mazza parla durante l'inaugurazione (Archivio foto-Mandel).

Nacque a Treviso da Emile e dalla contessa Vittoria Adelaide Sugana di Treviso. Il padre Emile era figlio del principe Lorenz, barone di Koszeg ed ambasciatore dell'impero austroungarico e di una principessa Corsini. La madre Vittoria era nipote di Vittorio Emanuele II di Savoia e della sua moglie morganatica Rosa Vercellana. Si laureò in Fisica nel 1922 a Padova e fu docente universitario.
Maggiore durante la prima guerra mondiale, ne riportò un'invalidità permanente. Insignito di varie onorificenze ebbe, in qualità di capitano al  servizio dello Stato maggiore delle forze armate italiane, facile accesso ad archivi segreti, che gli permisero di pubblicare un'autorevole storia illustrata della Prima guerra mondiale, in sei volumi. Dall'inizio del regime fascista, svolse importanti incarichi nelle corporazioni e nel Partito. 
Fu amico intimo di Gabriele D'Annunzio (divenuto padrino del figlio Gabriele Mandel), a cui dedicò la biografia Gabriele D'Annunzio il buon sementatore, La Nazionale, Bologna 1923, poi ampliata e riedita come  Gabriele D'Annunzio - Il Poeta della Patria, l'Eroe Latino, l'Artefice Italico, Sonzogno, Milano 1926. Il forte legame d'amicizia con Gabriele D'Annunzio iniziò per la condivisione d'ideali nazionali e sociali e per le comuni idee, anche massoniche, di elevazione individuale e della società. Roberto Mandel entrò in massoneria grazie al generale Pietro Badoglio, ed ebbe come riferimento una loggia del Grande Oriente d'Italia di Napoli. Le loro vite si divisero quando Roberto Mandel fu costretto a lasciare l'Italia e scelse di andare a vivere a Parigi. 
Dopo il matrimonio con Carlotta Rimini, artista ebrea di origini veneziane, scrittrice e pubblicista, si allontanò dal regime fascista, sempre più colonialista e razzista. La sua opposizione alle leggi razziali e all'entrata dell'Italia in guerra lo portò ad essere imprigionato, verso la fine del secondo conflitto mondiale nel carcere di San Vittore, insieme al figlio Gabriele.  Entrambi riusciranno a fuggire, in modo rocambolesco. Il libro di Roberto Mandel San Vittore - Inferno nazifascista (Società Libraria Lombarda, Milano 1945) descrive le disavventure vissute.

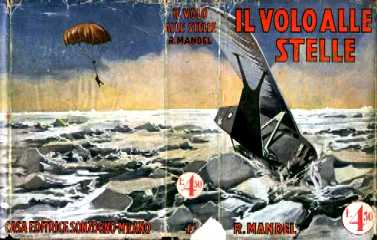
Copertina fronte/retro del romanzo Il volo alle stelle, Romantica Mondiale Sonzogno 42, Sonzogno, Milano 1931.

Tra le opere di Mandel, spicca Il cantico dei cieli (SLM, 1940), poema sufico. Libri bellici: la monumentale Storia popolare illustrata della prima guerra mondiale (A. Gorlini, dal 1930 al 1934); La guerra aerea (Editoriale Moderna, 1931); La guerra di domani (Aurora, 1934). Inoltre Il poema italico (A. Gorlini), Il libro dei libri (A. Gorlini), Gandhi e la prossima guerra europea (A. Gorlini, 1930) e il romanzo fantascientifico Il volo alle stelle (Sonzogno, 1931), che narra di un avventuroso viaggio aereo al Polo Nord. Le sue numerose opere, pure di tono giocoso come La trovata di Arlecchino (La Lanterna, 1932) o di  speculazione scientifica, quale La vita dell'Universo (Scrittori Associati, 1931) lo resero autore noto e popolare.

## Opere
- Roberto Mandel, San Vittore inferno nazifascista, Milano, Società Libraria, 1945.